# Thomas Jordan (économiste)
 (mars 2025).
La mise en forme du texte ne suit pas les recommandations de Wikipédia : il faut le « wikifier ».
Les points d'amélioration suivants sont les cas les plus fréquents. Le détail des points à revoir est peut-être précisé sur la page de discussion.
- Les titres sont pré-formatés par le logiciel. Ils ne sont ni en capitales, ni en gras.
- Le texte ne doit pas être écrit en capitales (les noms de famille non plus), ni en gras, ni en italique, ni en « petit »…
- Le gras n'est utilisé que pour surligner le titre de l'article dans l'introduction, une seule fois.
- L'italique est rarement utilisé : mots en langue étrangère, titres d'œuvres, noms de bateaux, etc.
- Les citations ne sont pas en italique mais en corps de texte normal. Elles sont entourées par des guillemets français : « et ».
- Les listes à puces sont à éviter, des paragraphes rédigés étant largement préférés. Les tableaux sont à réserver à la présentation de données structurées (résultats, etc.).
- Les appels de note de bas de page (petits chiffres en exposant, introduits par l'outil «  Source ») sont à placer entre la fin de phrase et le point final[comme ça].
- Les liens internes (vers d'autres articles de Wikipédia) sont à choisir avec parcimonie. Créez des liens vers des articles approfondissant le sujet. Les termes génériques sans rapport avec le sujet sont à éviter, ainsi que les répétitions de liens vers un même terme.
- Les liens externes sont à placer uniquement dans une section « Liens externes », à la fin de l'article. Ces liens sont à choisir avec parcimonie suivant les règles définies. Si un lien sert de source à l'article, son insertion dans le texte est à faire par les notes de bas de page.
- La présentation des références doit suivre les conventions bibliographiques. Il est recommandé d'utiliser les modèles {{Ouvrage}}, {{Chapitre}}, {{Article}}, {{Lien web}} et/ou {{Bibliographie}}. Le mode d'édition visuel peut mettre en forme automatiquement les références.
- Insérer une infobox (cadre d'informations à droite) n'est pas obligatoire pour parachever la mise en page.

Pour une aide détaillée, merci de consulter Aide:Wikification.
Si vous pensez que ces points ont été résolus, vous pouvez retirer ce bandeau et améliorer la mise en forme d'un autre article.
Pour les articles homonymes, voir Jordan et Thomas Jordan (homonymie).
Thomas Jordan, né le 28 janvier 1963, est un économiste et banquier central suisse.
Il est l'ancien président du conseil d'administration de la Banque nationale suisse, président du Groupe de dissuasion de la contrefaçon des banques centrales, membre du conseil d'administration de la Banque des règlements internationaux et membre du comité directeur du Conseil de stabilité financière,,.

## Biographie
Thomas Jakob Ulrich Jordan est né le 28 janvier 1963 à Bienne,.
Il a étudié l'économie et l'économie d'entreprise à l'Université de Berne, où il a obtenu sa licence en 1989 et son doctorat en 1993. Il a rédigé une thèse postdoctorale sur le thème de l'Union monétaire européenne et a prédit la crise de la dette souveraine ainsi que les faillites bancaires qui ont suivi pendant les trois années qu'il a passées en tant que chercheur à l'Université Harvard aux États-Unis. Il a été nommé maître de conférences à l'Université de Berne en 1998 et professeur honoraire en 2003,.
Jordan a rejoint la Banque nationale suisse en tant que conseiller économique en 1997 et a occupé différents postes. Il a rejoint le conseil d'administration en tant que membre suppléant en 2004 et est devenu membre à part entière en 2007. Il a été nommé président le 18 avril 2012, à la suite de la démission de Philipp Hildebrand de ce poste,.
Le 1er mars 2024, Jordan a annoncé sa démission en septembre 2024 de son poste de président du conseil d'administration de la Banque nationale suisse. Son successeur Martin Schlegel a pris ses fonctions le 1er octobre 2024.
Jordan est marié et a deux fils.

## Liens
- Notice dans un dictionnaire ou une encyclopédie généraliste :   - Munzinger
- Notices d'autorité :   - VIAF
  - ISNI
  - BnF (données)
  - LCCN
  - GND
  - Pays-Bas
  - Suède
  - Norvège
  - WorldCat